# Colroy-la-Grande
Colroy-la-Grande era un comune francese di 572 abitanti situato nel dipartimento dei Vosgi nella regione del Grand Est. Dal 1º gennaio 2016 è comune delegato del nuovo comune di Provenchères-et-Colroy nato dalla fusione con Provenchères-sur-Fave.

## Storia

### Simboli
Gli abeti e lo sfondo verde simboleggiano la foresta di conifere che copre tre quarti del territorio comunale; l'ape ricorda la locale produzione di miele.

## Società

### Evoluzione demografica
Abitanti censiti